# Somabraquídeos
Somabraquídeos (Somabrachyidae) é uma família de insectos da ordem Lepidoptera.